# Сяншань (Гуйлинь)
Сянша́нь (кит. упр. 象山, пиньинь Xiàngshān, буквально: «Гора-слон») — район городского подчинения городского округа Гуйлинь Гуанси-Чжуанского автономного района (КНР).

## История
В XX веке урбанизированная часть уезда Гуйлинь была выделена в отдельный город Гуйлинь. В 1979 году в составе Гуйлиня был создан район Сяншань.

## Административное деление
Район делится на 3 уличных комитета и 1 волость.